# オルタニカ
オルタニカ（altanica）は、2010年に活動を開始した日本のロックバンドである。

## 概要

### 来歴
メンバー全員が東京出身の幼馴染である。高校時代の前身バンドでの活動を経て、2010年「オルタニカ」として活動を開始した。
2011年11月、イシバシ楽器が主催した「イシバシバンドコンテストVol.4」にて「うちのバンドがNo.1部門」の1位を受賞した。路上ライブなどを重ねる傍ら、2012年12月に代官山LOOPで行った初のワンマンライブでは、250人のキャパをソールドアウトさせた。
2014年2月にはフルアルバム「A Special Day」をリリースした。しかしその後、療養により栗本（リードギター担当）が一時活動を休止した。それに伴い約2年間の3ピースでの活動期間を経て、2016年に再び4人での活動を再開した。
同年6月のEP「Spectrum」のリリースをきっかけに、サカエスプリング（初出演）、仙台メガロックス（初出演）、ミナミホイール（初出演）と活動の枠を広げた。同年9月には「Spectrum」収録楽曲の「アイリス」が長崎ハウステンボスのCM楽曲に起用された。2017年1月には、同CDより「七色の塔」が日本テレビ系「PON!」の1月エンディングテーマに起用された。

### 特徴
生演奏をベースにエレクトリックなアナログシンセのサウンドをミックスした楽曲と、神谷（ボーカル）の伸びのある歌声が最大の特徴である。メンバー全員が作詞作曲を手掛ける。

## メンバー
神谷 太呂（かみや たろ）
作詞・作曲、ボーカル、ギター、パーカッション等 担当。
栗本 大（くりもと ひろ）
作詞・作曲、シンセサイザー、コーラス、パーカッション、リードギター等 担当。
高木 聖文（たかぎ まさふみ）
作詞・作曲、ベース、コーラス、ギター、パーカッション等 担当。
森本 慶（もりもと けい）
作詞・作曲、ドラム、シンセサイザー、プログラミング、コーラス、ギター、パーカッション等 担当。

## ディスコグラフィ

### アルバム
| CD概要                                     | 曲名                | 作詞      | 作曲              |
| ------------------------------------------ | ------------------- | --------- | ----------------- |
| 「A Special Day」 10曲入り 1stフルアルバム | 1、この空が鳴く前に | 栗本 大   | 栗本 大           |
| 「A Special Day」 10曲入り 1stフルアルバム | 2、ロケットに乗せて | 神谷 太呂 | 神谷 太呂         |
| 「A Special Day」 10曲入り 1stフルアルバム | 3、ひとつ           | 森本 慶   | 森本 慶 神谷 太呂 |
| 「A Special Day」 10曲入り 1stフルアルバム | 4、光と鼓動         | 栗本 大   | 栗本 大           |
| 「A Special Day」 10曲入り 1stフルアルバム | 5、Wind             | 森本 慶   | 森本 慶           |
| 「A Special Day」 10曲入り 1stフルアルバム | 6、GreenHeart       | 栗本 大   | 神谷 太呂         |
| 「A Special Day」 10曲入り 1stフルアルバム | 7、夕暮れ           | 高木 聖文 | 高木 聖文         |
| 「A Special Day」 10曲入り 1stフルアルバム | 8、流星群           | 森本 慶   | 森本 慶           |
| 「A Special Day」 10曲入り 1stフルアルバム | 9、笑顔が見たい     | 神谷 太呂 | 神谷 太呂         |
| 「A Special Day」 10曲入り 1stフルアルバム | 10、キャラバン      | 森本 慶   | 森本 慶           |

### シングル
| CD概要                     | 曲名                                                                  | 作詞            | 作曲       |
| -------------------------- | --------------------------------------------------------------------- | --------------- | ---------- |
| 「Spectrum」 5曲入り 1stEP | 1、receive a signal                                                   | -               | オルタニカ |
| 「Spectrum」 5曲入り 1stEP | 2、フィッシュボーイ                                                   | 神谷 太呂       | 神谷 太呂  |
| 「Spectrum」 5曲入り 1stEP | 3、七色の塔 （日本テレビ系「PON!」2017年1月エンディングテーマ 起用）  | 栗本 大         | 栗本 大    |
| 「Spectrum」 5曲入り 1stEP | 4、アイリス （ハウステンボス2016年9月TVCM「秋旅ハウステンボス」起用） | 森本 慶 栗本 大 | 神谷 太呂  |
| 「Spectrum」 5曲入り 1stEP | 5、流星群〜Spectrum edit〜                                            | 森本 慶         | 森本 慶    |